# Distrito del Callao
El distrito del Callao es uno de los siete distritos que conforman la provincia constitucional del Callao, en el Perú. Limita al norte, con el distrito de Ventanilla; al este, con el distrito de San Martín de Porres, perteneciente a la provincia de Lima; al sureste, con el distrito de Carmen de La Legua-Reynoso y el distrito de Lima, perteneciente a la provincia homónima; al sur, con los distritos de Bellavista y La Perla; al suroeste, con el océano Pacífico y el distrito de La Punta; y al oeste, nuevamente con el océano Pacífico. Es la capital provincial. La provincia litoral y el distrito capital fueron creados mediante Decreto del 20 de agosto de 1836.

## Población y extensión
Tiene una población superior a los 400.000 habitantes en 45.65 kilómetros cuadrados. A fines de los años 1950, se expande hacia el norte, abarcando haciendas, terrenos y fundos que eran del distrito de San Martín de Porres y del antiguo distrito de Carabayllo. Durante esta expansión, se construye el Aeropuerto Internacional Jorge Chávez.
Electoralmente, se divide en Zona Sur (litoral marítimo), Zona Centro (litoral ribereño) y Zona Norte (aeroportuaria).

## Hitos urbanos
Cuenta con los principales terminales de conexión aéreos y marítimos del Perú, ya que en su circunscripción se encuentran las instalaciones del Terminal Portuario del Callao, el principal puerto del país, del Servicio Industrial de La Marina, el astillero naval más importante del país, y del Aeropuerto Internacional Jorge Chávez, primer terminal aéreo del país. Estos terminales están dentro de los más importantes de América Latina, lo que convierte al distrito del Callao en la puerta de entrada al Perú.
Dentro de su jurisdicción se encuentra el Archipiélago del Callao, conformado por la isla San Lorenzo, la más grande del Perú y que sirve como base militar, la isla El Frontón, como también las islas Cavinzas y los islotes Palomino; estos últimos son importantes reservas naturales que atraen muchos turistas en temporada estival.
Históricamente el Callao, desempeño un papel estratégico en el siglo XIX, al albergar la Fortaleza del Real Felipe, último bastión de resistencia española en la Independencia del Perú, para décadas más tarde ser usada como línea defensiva en el Combate del 2 de mayo en el marco de la Guerra Hispano-Sudamericana.
Entre sus templos destacan la iglesia matriz del Callao desde 1965, consagrada como la Catedral del Callao, la iglesia de la Inmaculada Concepción Templo Faro y el templo parroquial de Santa Rosa, la cual es santuario del "Señor del Mar" Patrón de la Provincia Constitucional, así mismo, de la Diócesis del Callao.
Alberga importantes centros educativos públicos como el Colegio Politécnico Nacional de Varones, el colegio nacional 2 de Mayo, el colegio femenino Las Heroínas Toledo, colegio Sor Ana de los Ángeles y el colegio Jorge Basadre Grohmann. Como también, centros educativos privados entre los que destacan, el colegio San José Hermanos Maristas, el colegio dominico Niño Jesús de Praga, el colegio salesiano Don Bosco, el colegio Ana María Javouhey y el colegio Peruano-Japonés José Gálvez.
Además es sede de importantes clubes sociales peruanos destacando entre ellos el Sport Boys Association, el Club Atlético Chalaco, el Club Deportivo Servicios Industriales de la Marina y el Club Atlético Barrio Frigorífico en fútbol. En otros deportes han destacado el Atlético Bilis en básquetbol y Los Tigres en béisbol.

## Conflictos limítrofes
En 1956, debido a la ampliación de la provincia constitucional del Callao sobre territorio de la provincia de Lima mediante la Ley n.º 12538, surgen dos zonas de conflicto, una con el distrito de Lima y otra con el distrito de San Martín de Porres. Dicha disputa se originó por la imprecisión en la redacción de los límites y la falta de cartografía de la ley, además de la desaparición de los hitos de piedra originales por el proceso de urbanización. El conflicto o indeterminación de límites se mantiene vigente, al corresponder a una pugna distrital-provincial, y está a la espera de ser totalmente definido por la Municipalidad Metropolitana de Lima, el Gobierno Regional del Callao, la Municipalidad Provincial del Callao, la Municipalidad de San Martín de Porres, la Presidencia del Consejo de Ministros y el Congreso de la República.

### Conflicto con Lima
La zona en conflicto territorial con el distrito de Lima tiene una extensión lineal de 0.35 kilómetros y se ubica principalmente en un tramo de la calle Moreau comprendido entre las avenidas Argentina y Benavides. Las áreas en disputa son de uso residencial, comercial e industrial, se desarrollan en dos cuadras de esta calle, que actualmente la Municipalidad Metropolitana de Lima brinda servicios además de haber efectuado la numeración y señalética correspondiente.

### Conflicto con San Martín de Porres

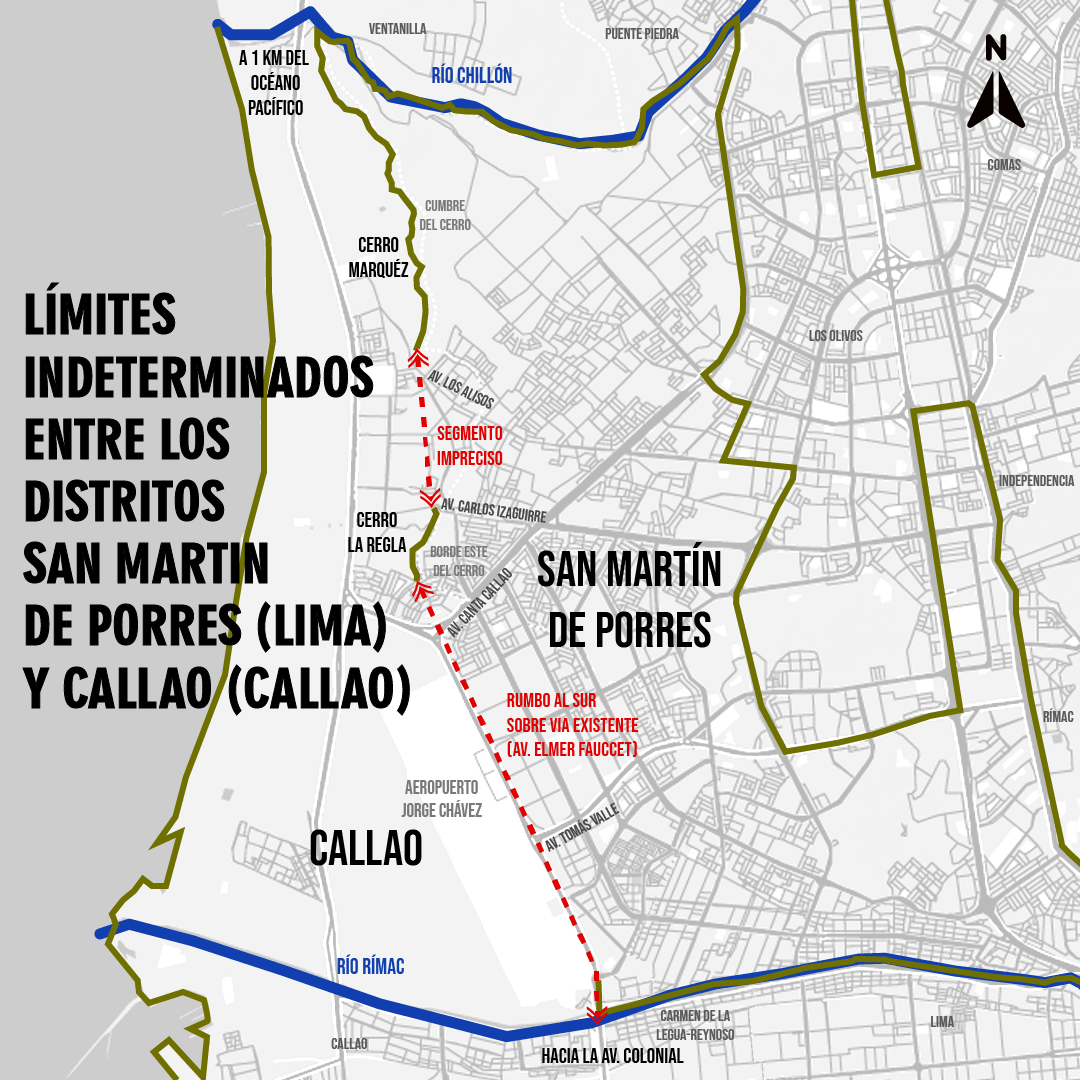
Tramos en conflicto territorial entre y el distrito del Callao y el distrito de San Martin de Porres.

La zona en conflicto territorial con el distrito de San Martín de Porres tiene una extensión lineal de 11 kilómetros aproximadamente y se ubica en dos segmentos entre la cumbre del cerro Márquez hasta el cerro La Regla y del borde este del cerro La Regla hasta el río Rímac.
El primer segmento mencionado, inicia entre el pase por la cumbre del cerro Márquez hasta entrar al cerro La Regla. En esta zona se han desarrollado, desde el año 2000, asentamientos y urbanizaciones como Floresta de Oquendo, Villas de Oquendo, Costa Azul, Palmeras de Oquendo, entre otras que están ubicadas entre las avenidas Alameda Central y Alejandro Bertello y se encuentran lugares arqueológicos como el Palacio del Inca de Oquendo. El segundo segmento mencionado, es desde el borde este del cerro La Regla desplazándose con rumbo al sur, atravesando el río Rímac hasta caer en la avenida Colonial. En esta zona se han desarrollado, desde 1980, las urbanizaciones El Álamo, Las Fresas, Sesquicentenario, Industrial Bocanegra, Santa Rosa, Bocanegra, entre otras que están ubicadas entre las avenidas Cuzco y Faucett, cercanas al Aeropuerto Jorge Chávez.
En enero de 2006, el Instituto Metropolitano de Planificación determinó que los límites entre ambos distritos tienen tramos de imprecisión. En abril de 2006, la Región del Callao comunicó a la Presidencia del Consejo de Ministros que existían tramos indeterminados con San Martín de Porres desde el cerro Oquendo hasta a altura del río Rímac. Mencionó que, en esta zona, si bien se edificaron hitos, estos en su mayoría fueron sido removidos o destruidos, zona donde se ha desarrollado con mayor intensidad el proceso de urbanización.
En 2014, el Congreso de la República promulgó la Ley n.º 30196 donde saneaba los límites del distrito de Ventanilla de la Provincia del Callao con diversos distritos limeños, entre ellos, San Martín de Porres. Esta petición surgió junto con la del distrito del Callao (Cercado), por lo que se estimaría un tiempo similar para su solución definitiva. En 2020, la Municipalidad de San Martín de Porres indicó que existían fronteras naturales precisas como la cumbre del cerro Márquez y el borde oriental del cerro La Regla, y dos tramos imprecisos entre el cerro Márquez hasta el cerro La Regla y de este último hasta el río Rímac. Un año más tarde, en 2021, el Congreso de la República promulgó la Ley N.º 31228 donde declara de utilidad y necesidad públicas la habilitación urbana y el saneamiento físico-legal de los predios correspondientes a las asociaciones o programas de vivienda del ex fundo Oquendo.
La imprecisión de límites entre ambas jurisdicciones se evidencia en la divergencia de los mapas oficiales de las instituciones estatales, como el Gobierno del Perú, Instituto Nacional de Planificación, el distrito del Callao, el distrito de San Martín de Porres, la provincia del Callao, la ciudad de Lima, etc.

## Autoridades
| Cargo    | Titular                                | Partido Político   |
| -------- | -------------------------------------- | ------------------ |
| Alcalde  | Pedro Spadaro Phillips                 | Contigo Callao     |
| Regidor  | César Gastón Pérez Barriga             | Contigo Callao     |
| Regidora | Silvia Ocharán Mendoza                 | Contigo Callao     |
| Regidor  | Carlos Alberto Yalta Sotelo            | Contigo Callao     |
| Regidora | Luz Sánchez de Luna                    | Contigo Callao     |
| Regidor  | Luis Antonio Orihuela Cárpio           | Contigo Callao     |
| Regidora | María de los Ángeles Trujillo La Torre | Contigo Callao     |
| Regidor  | Ángel Freddy Estación Velásquez        | Contigo Callao     |
| Regidora | Carmen Rosa Ticona Portugal            | Contigo Callao     |
| Regidor  | César Cornejo Ureta                    | Contigo Callao     |
| Regidor  | Manuel Abel Neciosup Medina            | MÁS Callao         |
| Regidora | Norma Raquel Juárez Segura             | MÁS Callao         |
| Regidor  | Diego Romero Feliciano                 | MÁS Callao         |
| Regidor  | Luis Valery Capristán Rosas            | Somos Perú         |
| Regidora | Thalia Jihann Mallqui Peche            | Avanza País        |
| Regidor  | Ever Francisco Cueva Cáceres           | Renovación Popular |